# Villa mit Produktionsgebäude Wilhelm Hofmann
Die Villa mit Produktionsgebäude Wilhelm Hofmann liegt im Stadtteil Kötzschenbroda der sächsischen Stadt Radebeul, in der Bernhard-Voß-Straße 25 und 25a. Beide wurden 1905/1906 durch Adolf Neumann für den Fabrikanten Wilhelm Hofmann errichtet.

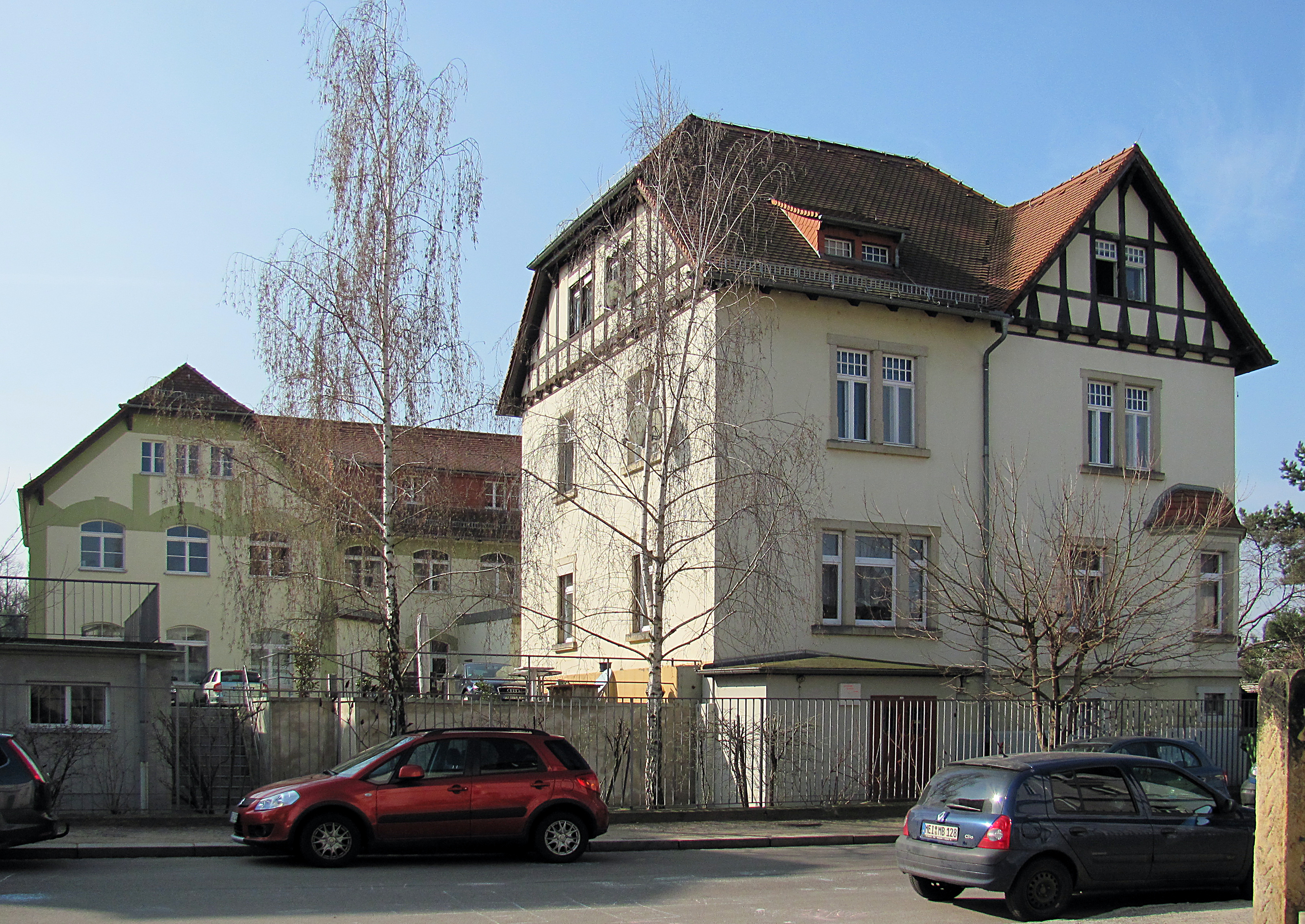
Villa im Vordergrund, Produktionsgebäude im Hintergrund (linker Teil)

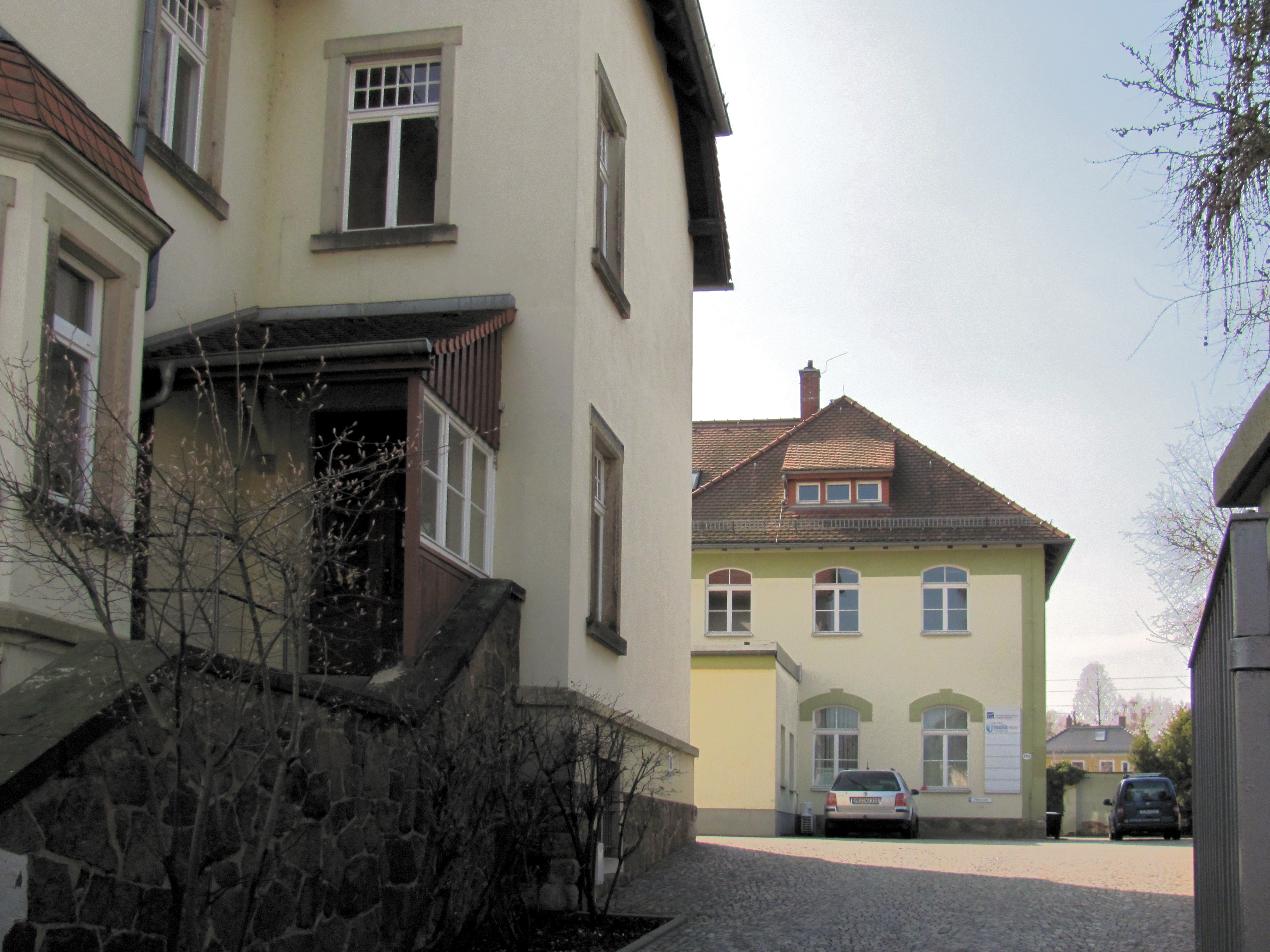
Rechter Teil des Produktionsgebäudes im Hintergrund, links der Eingang der Villa

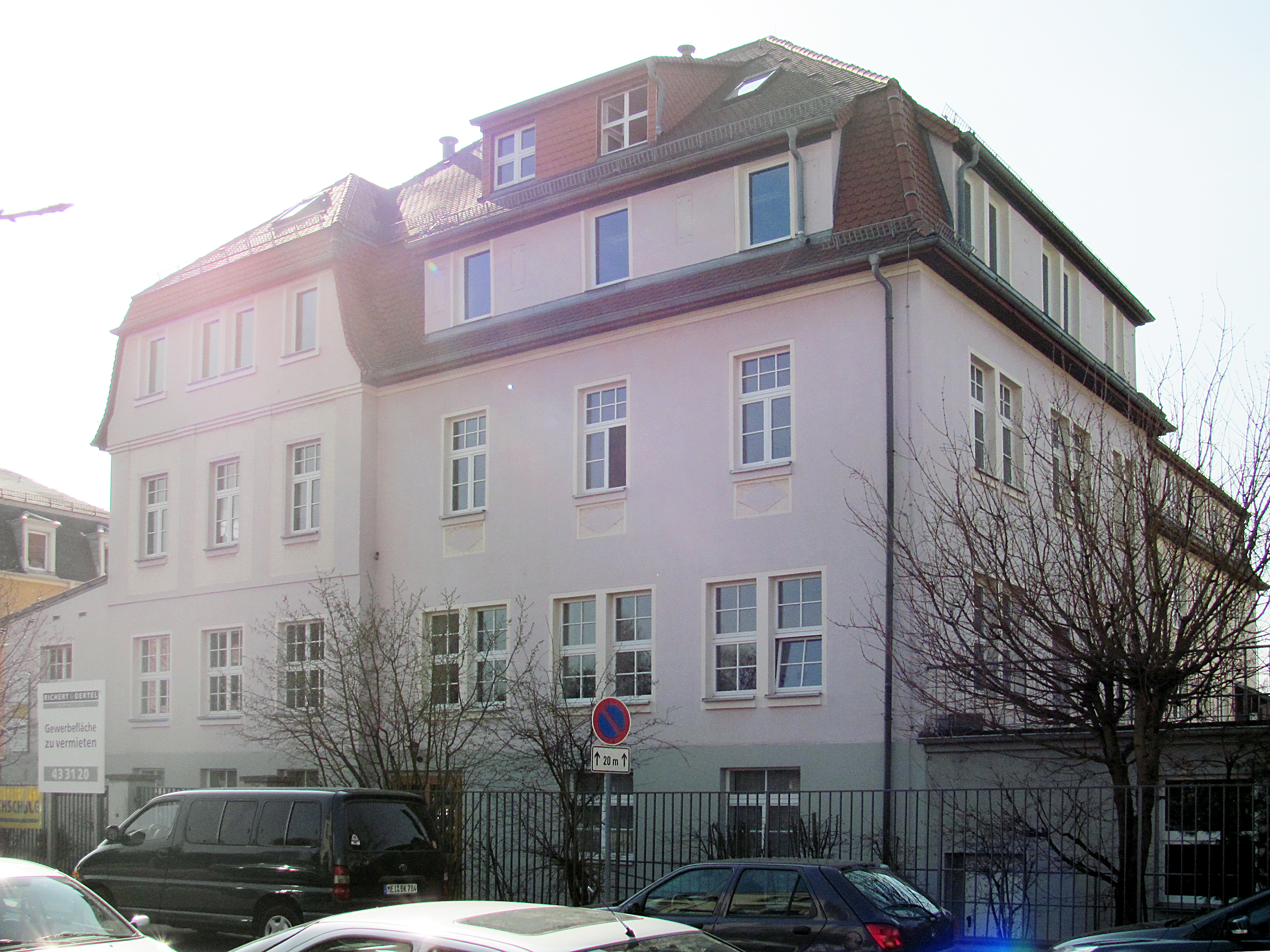
Weiter links stehender Erweiterungsbau von 1911

## Beschreibung
Die zweigeschossige, heute unter Denkmalschutz stehende Fabrikantenvilla (Nr. 25) ist ein „malerischer Bau mit asymmetrischem Aufriss, gebildet aus Walm-, Krüppelwalm- und Giebeldächern [sowie] Zierfachwerkgiebel[n]“. Auf der westlichen Straßenecke sitzt ein eingeschossiger polygonaler Standerker, seitlich davon befindet sich der Eingang mit einer Freitreppe sowie einem Vordach. Die Fenster des Putzbaus werden durch Sandsteingewände eingefasst.
Das hinter der Villa liegende Fabrikationsgebäude (Nr. 25) liegt am Bahndamm der Bahnstrecke Leipzig–Dresden. Der langgestreckte Putzbau ist ebenfalls zweigeschossig, er hat ein Walmdach mit Schleppgauben.

## Geschichte

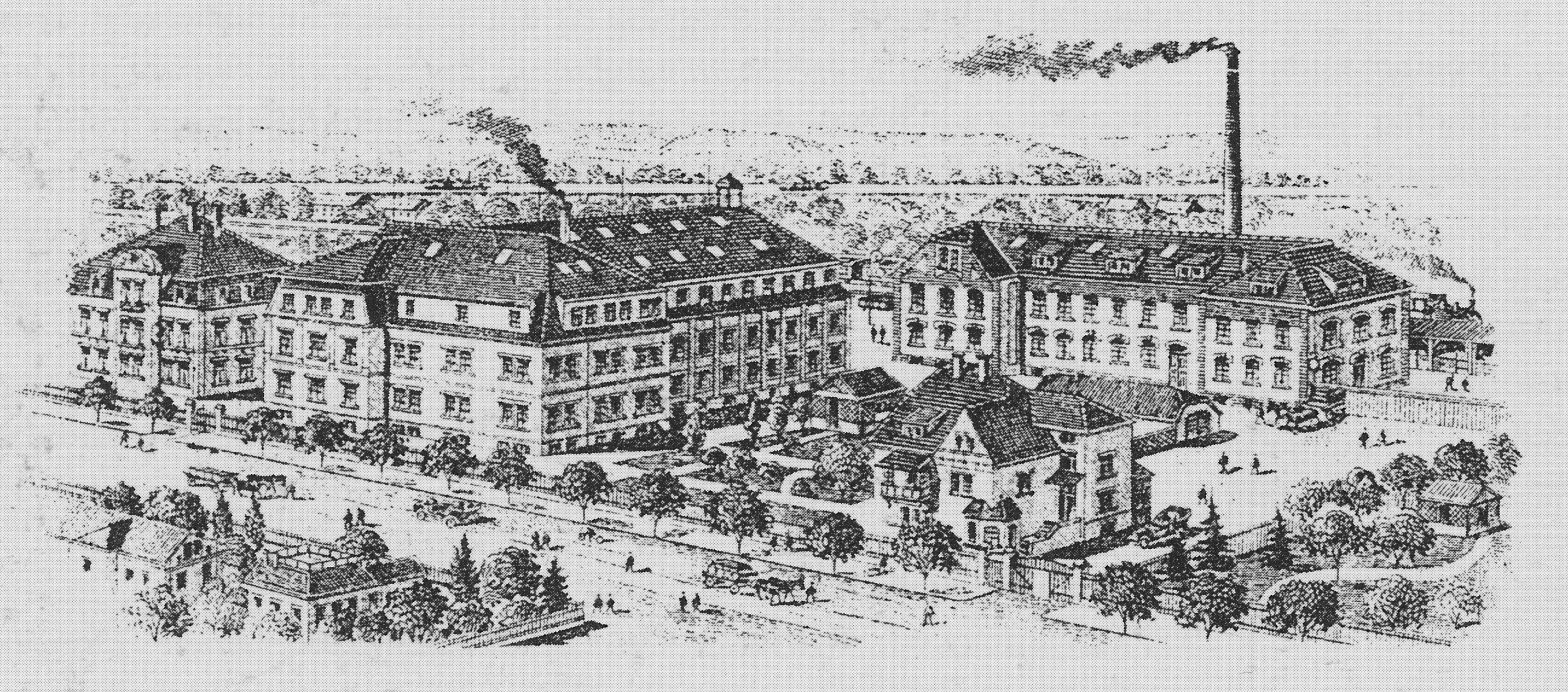
Historisches Schaubild auf einem Briefkopf, 1915

Der Ingenieur und Erfinder Johannes Wilhelm Hofmann gründete 1902 in der damaligen Meißner Straße 12 in Kötzschenbroda die erste „Fabrik für elektrische Apparate“ in Europa zur Herstellung der von ihm erfundenen, patentierten Nietverbinder für elektrische Freileitungsdrähte.
Die anfänglich nur aus vier Personen bestehende Firma gewann 1904 für ihre bahnbrechenden Erfindungen und Produkte auf der Louisiana Purchase Exposition, der Weltausstellung in St. Louis, eine Goldmedaille. Hofmann ließ sich 1905/1906 von dem Baumeister Adolf Neumann eine Villa in der Bernhard-Voß-Straße 25 errichten, im Hinterhof entstand ein gewerbliches Hintergebäude, das er als Fabrik nutzte. Rechts nebenan lag die Villa des Musikdirektors Bruno Krumbholz, in der dieser auch seine Orchesterschule betrieb. Bereits 1911 erfolgte ein Fabrikerweiterungsbau (Bernhard-Voß-Straße 27, nicht denkmalgeschützt) auf der linken Hofseite durch den Baumeister Felix Sommer, der die Unternehmung von Neumann fortführte. Dieser neue Fabrikbau, dessen giebelständige Straßenfront villenartig ausgebildet war, entstand gegen die Klagen von Anwohnern.
Hofmann erweiterte seine Unternehmung durch den Bau neuer Fabrikationshallen in der Fabrikstraße 27, wo 1921 ein Verwaltungsgebäude sowie diverse weitere Fabrikhallen entstanden. Bereits 1915/1916 ließ sich der erfolgreiche Unternehmer Hofmann mit der Hofmann-Villa auch ein neues Wohnhaus errichten.
Im Jahr 1958 erfolgte auf dem Grundstück der Bau eines Heizhauses.